# Bataille de Saint-James (1800)
Pour les articles homonymes, voir Bataille de Saint-James.
Chouannerie
Batailles
- Liffré
- 1re Argentré
- Expédition de Quiberon
- Plouharnel
- Quiberon
- Segré
- 1er Rocher de La Piochais
- La Ceriseraie
- La Cornuaille
- 1re La Croix-Avranchin
- La Vieuville
- Boucéel
- 1re Saint-James
- 2e Rocher de La Piochais
- 2e La Croix-Avranchin
- Auverné
- Andigné
- Croix-Couverte
- Tinchebray
- L'Auberge-neuve
- Locminé
- Saint-Hilaire-des-Landes
- Val de Préaux
- Le Grand-Celland
- 2e Argentré
- Noyant-la-Gravoyère
- La Hennerie
- Saint-Aubin-du-Cormier
- Le Mans
- Nantes
- Saint-Brieuc
- Le Lorey
- Mont-Guéhenno
- La Tour d'Elven
- 2e Saint-James
- Les Tombettes
- Pont du Loc'h

La bataille de Saint-James a lieu le 23 janvier 1800, pendant la Chouannerie. Elle s'achève par la victoire des chouans, qui repoussent une colonne républicaine près de la ville de Saint-James.

## Prélude
À la fin de l'année 1799, Aimé Picquet du Boisguy se rétablit de ses blessures reçues lors de son évasion du château de Saumur et reprend le commandement de la division de Fougères, rattachée à l'Armée catholique et royale de Bretagne,. Il s'emploie alors à nommer de nouveaux officiers et à réorganiser ses troupes, affaiblies par la perte de plusieurs chefs assassinés par les faux chouans,. Dans ses mémoires, l'officier chouan Toussaint du Breil de Pontbriand écrit : « On s'apercevait bien de la disparition de tant de braves capitaines, sous-officiers et soldats indignement massacrés pendant la paix »,. Parmi ses principaux officiers figurent alors : Joseph Picot de Limoëlan, Auguste Hay de Bonteville, son frère Louis Picquet du Boisguy, Auguste Pierre François de Lambilly et Bertrand de Saint-Gilles,, frère de Jean Isidore de Saint-Gilles, assassiné près de Vitré en décembre 1798.
Après le Coup d'État du 18 Brumaire, une trêve est instaurée dans l'Ouest et une conférence de paix entre républicains et royalistes s'ouvre à Pouancé,. Du Boisguy se range du côté des généraux royalistes favorables à la poursuite de la guerre, regardant, d'après Pontbriand, « les propositions du Premier Consul comme fallacieuses »,. Informé de l'arrivée prochaine en Bretagne du général Brune avec d'importantes troupes, il regagne rapidement le pays de Fougères et se prépare à une reprise des combats,. Cependant, d'après les mémoires de Pontbriand : « Il n'avait [...] pas encore la certitude que l'ordre fût arrivé de rompre la trêve et ne voulait pas attaquer le premier »,.
Une première escarmouche a lieu le 16 janvier 1800, sur les limites de la Bretagne et de la Normandie, lorsque les républicains de la garnison de Saint-James repoussent une incursion de 150 chouans qui laissent quatre ou cinq morts,,. 
Le 20 ou le 22 janvier, un autre combat oppose une colonne sortie d'Avranches et les chouans de la division de Saint-James, alors commandée par François Julien Morel d'Escures,. D'après les sources républicaines, les chouans tentent ce jour-là d'arrêter un convoi de bois destiné au cantonnement de Saint-James. Selon Pontbriand, ce sont les républicains qui violent la trêve et qui surprennent d'Escures et ses hommes qui ne s'attentaient pas à être attaqués. Ceux-ci sont mis en déroute et trouvent refuge dans la région de Fougères,,,.
Aimé Picquet du Boisguy se trouve alors à Parigné, près de son château du Bois-Guy, lorsqu'il est alerté par le bruit de la fusillade,. Deux heures après, il reçoit d'Escures et ses hommes, avec qui il se remet aussitôt en marche pour contre-attaquer,. Dans la soirée, ils atteignent le village de Montjoie-Saint-Martin, à l'est de Saint-James, avec l'intention d'attaquer cette petite ville le lendemain,.

## Forces en présence
Lors de ce combat, les républicains engagent des troupes de la 24e demi-brigade légère et la 72e demi-brigade de ligne,,. Ces forces sont commandées par le général de brigade Charles Dumoulin,,,,. 
Leurs effectifs sont mal connus. Selon l'officier royaliste Toussaint du Breil de Pontbriand, les républicains engagent les 4 000 hommes de la colonne de Dumoulin et les 400 hommes de la garnison de Saint-James,. Cependant d'après les sources républicaines, la colonne du général Dumoulin ne compte que 500 à 600 hommes à la mi-janvier. De son côté, l'administration républicaine d'Avranches écrit dans un courrier daté du 8 pluviôse (28 janvier) et adressé à l'administration municipale du canton de Villedieu-les-Poêles, que le combat opposa 130 hommes commandés par Dumoulin à 250 chouans sur les hauteurs de la Palluelle, puis à 1 000  à   1 200 autres au bourg de La Croix-Avranchin. D'autres sources républicaines évoquent un affrontement opposant 400 soldats sortis de Saint-James à 1 200 ou 1 500 chouans. En 1840, l'historien militaire Patu-Deschautschamps fait état de 400 hommes côté républicain.
Du côté des royalistes, Aimé Picquet du Boisguy est à la tête de 1 100 hommes de la colonne Centre de la division de Fougères de l'Armée catholique et royale de Bretagne,. Son frère, Louis Picquet du Boisguy, commande son avant-garde,. Son second, Auguste Hay de Bonteville mène 800  à   900 hommes de la colonne Brutale de la même division, qui arrivent en renfort vers la fin du combat,. François Julien Morel d'Escures dirige quant à lui 200 Normands de la division de Saint-James, auparavant affiliée à l'Armée catholique et royale de Rennes et de Fougères mais rattachée depuis 1799 à l'Armée catholique et royale de Normandie,. Au total, les chouans alignent 2 200 hommes lors de ce combat selon Toussaint du Breil de Pontbriand,.
Dans ses mémoires, Pontbriand écrit que Dumoulin évalue le nombre des chouans à 5 000. Cependant, dans un rapport adressé au général Gardanne, Dumoulin estime leur nombre à 1 500.

## Déroulement
Le déroulement de ce combat est principalement connu par les mémoires de l'officier chouan Toussaint du Breil de Pontbriand. Celui-ci le place à la date du 21 janvier 1800, cependant les documents républicains donnent la date du 3 pluviôse, soit le 23 janvier,,,.
D'après le récit de Pontbriand, les chouans de du Boisguy se divisent en deux colonnes égales,. La première se porte à la vue de la garnison de Saint-James afin de l'attirer hors de ses retranchements, tandis que la deuxième est chargée de la prendre à revers après sa sortie,. Dans un premier temps, la garnison se porte effectivement à la rencontre des chouans mais elle fait rapidement demi-tour et après un petit engagement,. Selon Pontbriand, 26 républicains sont tués près des retranchements,.  
Les chouans contournent ensuite Saint-James en passant par La Croix-Avranchin, au nord-ouest, où du Boisguy fait rafraîchir sa troupe,. Son avant-garde, forte de 400 hommes et commandée par son frère Louis, se porte quant à elle à Montanel, au sud-ouest de la ville,. À ce moment, la garnison de Saint-James fait une nouvelle sortie, mais elle tombe dans une embuscade sur la route reliant La Croix-Avranchin à Montanel. Reçus par une fusillade « à bout portant », puis chargés « vigoureusement », les républicains sont mis en déroute en moins d'un quart d'heure et les troupes de Bertrand de Saint-Gilles se lancent à leur poursuite sur un quart de lieue,. 
Cependant, au niveau du village de Vanzel, Pontcel ou Poncéel, les chouans tombent à leur tour dans une embuscade de la colonne du général Dumoulin, arrivée depuis peu à Saint-James,. Bertrand de Saint-Gilles recule alors d'un quart de lieue et rejoint du Boisguy qui rallie et fait embusquer ses hommes en vue d'un nouvel affrontement,. 
Dumoulin passe alors à l'attaque, mais les chouans, encouragés par du Boisguy, Saint-Gilles, Lambilly et Larcher-Louvière, parviennent à résister,. Au bout d'une demi-heure, l'avant garde commandée par Louis du Boisguy rejoint le combat,. Peu après, la colonne de Bonteville arrive à son tour en renfort et attaque les républicains sur leurs arrières,. Dumoulin ordonne alors la retraite qui, selon Pontbriand, se transforme en déroute,. Il est parmi les derniers à quitter le champ de bataille, mais il ne parvient à rallier ses hommes qu'à Saint-James,.
Pontbriand estime dans ses mémoires que le général Dumoulin a fait plusieurs erreurs lors de ce combat,. La première est de ne pas avoir contre-attaqué assez vigoureusement après son embuscade réussie à Pontcel, ce qui a laissé le temps aux royalistes de se réorganiser,. La deuxième est d'avoir trop massé ses troupes pour présenter un front suffisamment étendu,. La troisième est de ne pas avoir gardé une réserve à opposer à Bonteville,.
Les sources républicaines ne donnent pas de détails sur le déroulement du combat. Certaines d'entre-elles annoncent une défaite des chouans, mais le chef d'état-major de la subdivision d'Ille-et-Vilaine et le commissaire du canton Louvigné-du-Désert, Hautraye, reconnaissent que le champ de bataille resta à ces derniers,. D'après le général Dumoulin, le combat a duré quatre heures. Selon un journal républicain, L'Ami des Lois, l'affaire a commencé à 7 heures du matin, pour s'acherver à 5 heures du soir.
Le matin 25 janvier, une troupe de 200 chouans profite d'une sortie de la garnison pour mener un raid sur Saint-James qui n'est alors plus gardé que par des paysans,. Les chouans s'emparent de quelques fusils dans la mairie et pillent ou menacent plusieurs habitants,.

## Pertes
Les pertes font l'objet d'estimations divergentes, étant exagérées ou minimisées par les deux camps.
D'après le colonel chouan Toussaint du Breil de Pontbriand, les pertes des républicains sont de 600 tués et 300 blessés, contre 80 morts ou blessés chez les chouans,.
Selon un courrier des administrateurs d'Avranches, les pertes du général Dumoulin sont de 8 morts et 20 blessés sur 130 hommes, tandis que celles des chouans sont de « plus du quadruple »,. Un journal républicain, L'Ami des Lois, donne un bilan de 5 tués et 17 blessés pour les patriotes, contre « un grand nombre de morts » et 200 blessés au moins du côté des chouans. Dans un rapport adressé au général Gardanne, le général Dumoulin affirme quant à lui que ses pertes sont d'environ douze hommes, dont quatre tués et les autres blessés, contre 500 chouans morts ou blessés, soit plus d'un tiers de leur colonne,,,,. Ce bilan est cependant contredit par Hautraye, le commissaire du canton de Louvigné-du-Désert, qui écrit que « le général Dumoulin ne s'était pas fait rendre un compte bien exact de la perte de part et d'autre, car il eût appris qu'il y a eu vingt-deux tués et de trente à trente-cinq blessés du côté des républicains et de celui des chouans, à qui resta l'avantage du champ de bataille, soixante à quatre-vingt tués ou blessés, au plus »,,.
Les registres de Saint-James dressent les actes de décès de deux soldats : Graingué, originaire des Ardennes, décédé le 1er février, chasseur de la 2e compagnie du 1er bataillon de la 24e demi-brigade légère ; et Jean Ordonneaud, né à Angoulême, décédé le 24 février, soldat de la 6e compagnie du 1er bataillon de la 72e demi-brigade de ligne. Ils expirent « au domicile du sieur Lelièvre, rue Saint Martin, à la suite des blessures reçues à l'affaire de la Croix, en bataille contre les chouans ».